# John Haptas
John M. Haptas (* um 1949) ist ein US-amerikanischer Tonmeister, Filmeditor, Filmregisseur, Filmproduzent, Drehbuchautor und Kameramann sowie Redakteur, der zusammen mit seiner Ehefrau Kristine Samuelson vor allem wegen beider Dokumentarfilme von sich reden machte.

## Biografie
John Haptas praktizierte nach seinem Jurastudium als Anwalt in Oakland in Kalifornien. Er war Gastdozent an der Stanford University und am School of Journalism Film Program der University of California in Berkeley. Während seines Studiums an der juristischen Fakultät wollte er Geld für ein Projekt sammeln, das Gefangenen in Soledad Rechtsbeistand gewährt. Dafür zeigte er auf dem Campus einen Film, hatte allerdings wenig Ahnung, wie man so etwas richtig aufbaut. Kristine Samuelson, die in Stanford ein Studium absolvierte, das sich unter anderem mit Dokumentarfilmen befasste, half ihm. Ihr gemeinsamer Erstling The Harder They Come lief vor einem vollen Haus und führte dazu, dass es nicht lange dauerte, bis beide heirateten und eine Familie gründeten. Der studierte Jurist wandte sich ab da vermehrt dem Film zu.
Viele Jahre arbeitete er vor allem als Tonmeister, bevor er Redakteur für Dokumentarfilme wurde, sich gleichzeitig aber auch in weiteren Bereichen der Filmbranche umsah. Seine erste Arbeit als Tonmeister war die in David Lynchs Science-Fiction-Film Der Wüstenplanet.
Zusammen mit seiner Frau war Haptas im Bereich Bildende Kunst an der University of Melbourne tätig, zudem gab er Meisterkurse an der Academy of Theatre and Cinema in Hanoi in Vietnam.
Für eine Folge der Fernsehreihe National Geographic Explorer mit dem Titel Inside Guantanamo erhielt Hapas eine Emmy-Nominierung. Haptas und Samuelson drehten etliche Dokumentarfilme zu verschiedenen Themen gemeinsam, in denen es beispielsweise um Tourismus in Paris (Empire of the Moon, 1991), den Vietnamkrieg (Riding the Tiger, 1999) oder Obdachlosigkeit (The Days and the Hours, 2006) ging. Mit ihrem vielfach ausgezeichneten Film Tokyo Waka (2012), einem Porträt von Tokio und über die Krähen der Stadt, waren sie weltweit auf Festivals unterwegs. Der Film wurde in New York beim Film-Forum sowie in Toronto und Seattle gezeigt.  In ihrer romantischen Kurzdokumentation Barn Dance von 2013 zeigten sie ein Paar, das im Licht und Schatten einer alten Scheune einen Pas de deux tanzt. Auch ihr 2019 erschienener Dokumentarfilm Vom Leben überholt, der sich mit einem Phänomen auseinandersetzt, das erstmals bei Flüchtlingskindern in Schweden beobachtet wurde, erregte Aufmerksamkeit, da diese traumatische Erkrankung bisher weitgehend unbekannt war. Neben mehreren Preisen ist der Film auch in der Kategorie „Bester Dokumentar-Kurzfilm“ für einen Oscar in der 92. Verleihung im Februar 2020 nominiert worden.
Seit mehr als zwanzig Jahren arbeitet Haptas für alle Arten von Produktionen, von Werbespots bis hin zu Spielfilmen, vor allem aber für Dokumentarfilme.

## Filmografie (Auswahl)
– im Bereich Tonmeister –
- 1984: Der Wüstenplanet (Dune)
- 1987: Wrong Place, Wrong Time (Dokumentarfilm)
- 1989: Common Threads: Stories from the Quilt (Dokumentarfilm)
- 1991: Empire of the Moon (Dokumentarfilm)
- 1992–2009: American Experience (Serie, Dokumentarfilme, 11 Folgen)
- 1993: The Great Depression (Serie, Dokumentarfilm, Folge A Job at Ford’s)
- 1993: Aldous Huxley: Darkness and Light (Dokumentarfilm)
- 1994: Crumb (Dokumentarfilm)
- 1994–2001: Real Sex (Serie, Dokumentarfilme, 5 Folgen)
- 1998, 2005: Frontline (Dokumentar-Fernsehserie, 3 Folgen
  - Last Battle of the Gulf War,
  - The High Price of Health und
  - The O. J. Verdict)
- 2002: Crime & Punishment (Serie, Dokumentarfilm)
- 2002: Evolution (Mini-Serie, Dokumentarfilme, Folge Extinction!)
- 2002: Commanding Heights: The Battle for the World Economy (Mini-Serie, 3 Folgen)
- 2002, 2005: Nova (Serie, Dokumentarfilme, 2 Folgen Fire Wars und Saving the National Treasures)
- 2003: Becoming Amerian: The Chinese Experience (Serie, Dokumentarfilme, 2 Folgen)
- 2003, 2004 + 2008: Independent Lens (Serie, Dokumentarfilme, 4 Folgen)
- 2004: The Congregation (Dokumentarfilm)
- 2005: American Masters (Serie, Dokumentarfilm,
 Folge Mitten im Leben – Ernest Hemingway OT: Ernest Hemingway: Rivers to the Sea)
- 2006: Hellwach (Wide Awake; Dokumentarfilm)
- 2006: Shameless: The Art of Disability (Dokumentarfilm)
- 2007: Nanking (Dokumentarfilm)
- 2007: The War – Die Gesichter des Krieges (Mini-Serie, Dokumentarfilme, 7 Folgen)
- 2007: P.O.V. (Serie, Dokumentarfilm, Folge Wrestling with Angels: Playwright Tony Kushner)
- 2009: The National Parks: America’s Best Idea (Mini-Serie, Dokumentarfilme, 6 Folgen)

– als Editor, Produzent oder Drehbuchautor –
- 2002: Underground Zero (Segment The World as We Know It; Regie)
- 2004: P.O.V. (Serie, Dokumentarfilm, Folge Freedom Machines; Drehbuch)
- 2006: The Days and the Hours (Video-Dokumentation; Tonmeister, Editor, Regie, Produzent)
- 2006: Quest for Truth (Serie, Folge Mysteries of the Bible: Exodus Revealed; Drehbuch)
- 2007: Man Made: Secret History of the Bra (Dokumentarfilm; Editor)
- 2007: Mega-Bauwerke (Man-Made, Fernsehserie, Folge The Flashlight; Redaktion)
- 2008: Nova (Serie, Dokumentarfilm, Folge Hunting the Hidden Dimension; Editor)
- 2008: I Can See Everything (Dokumentar-Kurzfilm; Tonmeister, Editor, Regie, Produzent)
- 2009: National Geographic Explorer (Serie, Dokumentarfilm, Folge Inside Guantanamo Bay; Editor, Drehbuch)
- 2012: Tokyo Waka (Video-Dokumentation; Editor, Regie, Produzent, Kamera)
- 2013: Barn Dance (Dokumentar-Kurzfilm; Regie)
- 2013: Independent Lens (Serie, Dokumentarfilm, Folge Island President, Redaktion)
- 2014: Regarding Susan Sontag (Dokumentarfilm; Editor, Drehbuch)
- 2017: Filmmakers Unite (FU) (Dokumentarfilm; Produzent)
- 2019: Vom Leben überholt (Life Overtakes Me, Dokumentar-Kurzfilm; Editor, Regie, Produzent, Kamera)

## Auszeichnungen (Auswahl)
– Nominiert … –
- 2000: International Documentary Association
für den Video Source Award zusammen mit Kristine Samuelson
- 2010: News & Documentary Emmy Awards
für den Emmy zusammen mit Jonathan Halperin für die Episode Inside Guantanamo
- 2014: San Francisco International Film Festival
für den Golden Gate Award zusammen mit Kristine Samuelson und Amy Seiwert für den Kurzdokumentarfilm Barn Dance
- 2019: Sundance Film Festival
für den Großen Preis der Jury im Bereich „Kurzfilm“ zusammen mit Kristine Samuelson für Vom Leben übeholt
- 2020: Oscarverleihung 2020
für den Oscar in der Kategorie „Bester Dokumentar-Kurzfilm“ zusammen mit Kristine Samuelson

– Ausgezeichnet … –
- 2001: Florida Film Festival
mit dem Großen Preis der Jury in der Kategorie „Bester Kurzfilm“ zusammen mit Kristine Samuelson
- 2013: Columbus International Film & Video Festival
mit dem Preis Best of Festival für Tokyo Waka
- 2019: Full Frame Documentary Film Festival
mit dem Audience Award zusammen mit Kristine Samuelson für Vom Leben überholt
- 2019: Chicago Critics Film Festival
mit dem Audience Award zusammen mit Kristine Samuelson für Vom Leben überholt